# شایلاک

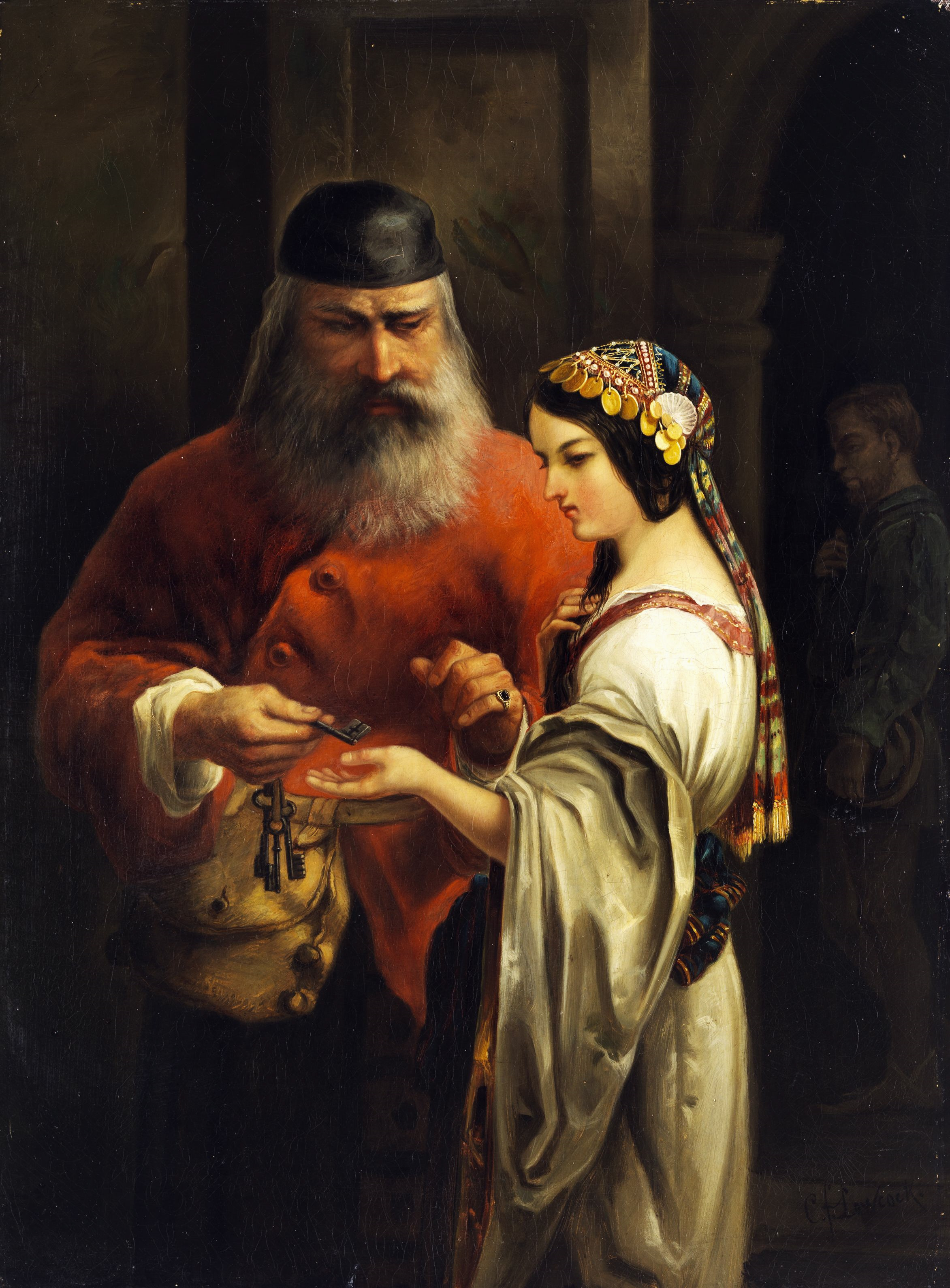
شایلاک و جسیکا

شایلاک (انگلیسی: Shylock) شخصیتی در نمایش تاجر ونیزی از ویلیام شکسپیر است. شایلاک یک ربا خواریهودی اهل ونیز است. او آنتاگونیست اصلی داستان است و شکست و تغییر دینش به مسیحیت از نقاط اوج داستان است.
شایلاک بارها در نسخه‌های تئاتر و فیلم تاجر ونیزی حضور پیدا کرده‌است که از جمله نسخه‌های فیلمی می‌توان به تاجر ونیزی (۱۹۵۳) با بازی میشل سیمون و تاجر ونیزی (۲۰۰۴) با بازی آل پاچینو اشاره کرد. از بازیگران شایلاک در تئاتر می‌توان به هنری ایروینگ، جرج آرلیس و در زمان معاصر به آل پاچینو و جاناتان پرایس اشاره کرد. همچنین در زمان آلمان نازی، نسخه‌ای از تاجر ونیزی با شایلاک در حالت بسیار شرور با بازی ورنر کراوس در بورگ‌تئاتر اجرا شد.